# بخش کراسنینسکی، استان اسمولنسک
بخش کراسنینسکی (به لاتین: Krasninsky District) یک منطقهٔ مسکونی در روسیه است که در استان اسمولنسک واقع شده‌است.